# Goodluck Okonoboh
Goodluck Okonoboh, né le 30 septembre 1994, à Boston, au Massachusetts, est un joueur américain de basket-ball. Il évolue au poste de pivot. 

## Palmarès
- Champion NBA Development League 2017